# Värptjärnen
Värptjärnen är en sjö i Sundsvalls kommun i Medelpad och ingår i Selångersåns huvudavrinningsområde. Sjön har en area på 0,0531 kvadratkilometer och ligger 243,1 meter över havet.

## Delavrinningsområde
Värptjärnen ingår i det delavrinningsområde (692906-156069) som SMHI kallar för Utloppet av Väster-Lövsjön. Medelhöjden är 258 meter över havet och ytan är 8,65 kvadratkilometer. Det finns inga avrinningsområden uppströms utan avrinningsområdet är högsta punkten. Vattendraget som avvattnar avrinningsområdet har biflödesordning 2, vilket innebär att vattnet flödar genom totalt 2 vattendrag innan det når havet efter 36 kilometer. Avrinningsområdet består mestadels av skog (84 procent). Avrinningsområdet har 0,65 kvadratkilometer vattenytor vilket ger det en sjöprocent på 7,5 procent.